# Geigerhaid
Geigerhaid ist ein Gemeindeteil der Stadt Parsberg im Landkreis Neumarkt in der Oberpfalz in Bayern. 

## Geographische Lage
Die Einöde liegt im Oberpfälzer Jura der Südlichen Frankenalb auf 480 m ü. NHN über dem rechten Talhang des der Schwarzen Laber zufließenden Frauenbaches. 

## Verkehr
Der Ort ist über eine Abzweigung in östlicher Richtung von der Staatsstraße 2220 zu erreichen. Etwa 100 m südlich von Geigerhaid führt die A 3 vorbei; die nächste Anschlussstelle ist Parsberg (Nr. 94). Die 1970 erbaute, 212 m lange „Talbrücke Geigerhaid“ der Autobahn (Bauwerk 453a) über das Frauenbachtal wurde 2016–2018 durch einen Neubau ersetzt. Südwestlich von Geigerhaid sind Reste eines sehr alten, vermutlich frühgeschichtlichen Weges zu finden.

## Geschichte
Um 1800 saß auf dem Geigerhaidhof ein Untertan namens Wittmann. Der Hof unterstand der Reichsherrschaft Parsberg, die 1792 aus dem Besitz der Reichsgrafen von Schönborn an den bayerischen Kurfürsten Karl Theodor verkauft worden war.
Im Königreich Bayern (1806) wurde der Geigerhaidhof dem Steuerdistrikt Rudenshofen zugeordnet, mit dem Gemeindeedikt von 1818 der Ruralgemeinde Rudenshofen im Landgericht Parsberg, dem späteren Landkreis Parsberg. Diese Gemeinde wurde im Zuge der Gebietsreform in Bayern am 1. Januar 1971 in die Stadt Parsberg im Landkreis Neumarkt i. d. Opf. eingemeindet. Seitdem ist Geigerhaid ein amtlich benannter Ortsteil von Parsberg.

### Einwohner- und Gebäudezahl
- 1808: 6 Einwohner; an Großvieh 4 Ochsen,[6]
- 1836: 10 Einwohner, 1 Haus,[7]
- 1861: 12 Einwohner, 5 Gebäude,[8]
- 1871: 18 Einwohner, 6 Gebäude, an Großviehbestand 1873 14 Stück Rindvieh,[9]
- 1900: 10 Einwohner, 2 Wohngebäude,[10]
- 1925: 18 Einwohner, 2 Wohngebäude,[11]
- 1938: 11 Einwohner (Katholiken),[12]
- 1950: 16 Einwohner, 2 Wohngebäude,[13]
- 1987: 9 Einwohner, 2 Wohngebäude, 2 Wohnungen.[14]

### Kirchliche Verhältnisse
Die Einöde gehörte seit jeher zur katholischen Pfarrei St. Willibald in Hörmannsdorf im Bistum Eichstätt und wurde im Februar 1817 in die Pfarrei St. Martin in Klapfenberg umgepfarrt. Seitdem gingen die Kinder dorthin zur Schule.